# Mistrzostwa Europy w Lekkoatletyce 2014 – skok w dal kobiet
Skok w dal kobiet – jedna z konkurencji technicznych rozgrywanych podczas lekkoatletycznych mistrzostw Europy na Letzigrund Stadion w Zurychu.
Tytułu mistrzowskiego z 2012 będzie broniła Francuzka Éloyse Lesueur.

## Terminarz
| Data        | Godzina |            |
| ----------- | ------- | ---------- |
| 12 sierpnia | 20:07   | Eliminacje |
| 13 sierpnia | 20:00   | Finał      |

## Rekordy
Tabela prezentuje rekord świata, rekord Europy, najlepsze osiągnięcie na Starym Kontynencie, a także najlepszy rezultat na świecie w sezonie 2014 przed rozpoczęciem mistrzostw.
|                          | Zawodnik           | Wynik | Miejsce   | Data                  |
| ------------------------ | ------------------ | ----- | --------- | --------------------- |
| Rekord świata            | Galina Czistiakowa | 7,52  | Leningrad | 11 czerwca 1988(dts)  |
| Listy światowe           | Tianna Bartoletta  | 7,02  | Oslo      | 11 czerwca 2014(dts)  |
| Rekord mistrzostw Europy | Heike Drechsler    | 7,30  | Split     | 28 sierpnia 1990(dts) |
| Rekord Europy            | Galina Czistiakowa | 7,52  | Leningrad | 11 czerwca 1988(dts)  |

### Listy europejskie
Tabela przedstawia 10 najlepszych wyników uzyskanych w sezonie 2014 przez europejskich lekkoatletów przed rozpoczęciem mistrzostw.
| lp. | Zawodniczka               | Wynik | Data       | Miejsce         |
| --- | ------------------------- | ----- | ---------- | --------------- |
| 1.  | Anna Klasztorna           | 6,93  | 23 lipca   | Kazań           |
| 2.  | Éloyse Lesueur            | 6,92  | 5 lipca    | Paryż           |
| =2. | Katarina Johnson-Thompson | 6,92  | 11 lipca   | Glasgow         |
| 4.  | Malaika Mihambo           | 6,90  | 22 czerwca | Brunszwik       |
| =4. | Darja Kliszyna            | 6,90  | 24 lipca   | Kazań           |
| 6.  | Ivana Španović            | 6,88  | 30 maja    | Eugene          |
| =6. | Lena Malkus               | 6,88  | 31 maja    | Weinheim        |
| 8.  | Sosthene Taroum Moguenara | 6,82  | 28 czerwca | Bad Langensalza |
| =8. | Shara Proctor             | 6,82  | 11 lipca   | Glasgow         |
| 10. | Julija Pidłużna           | 6,80  | 6 czerwca  | Czelabińsk      |

## Rezultaty

### Eliminacje[3]
| Poz. | Grupa | Zawodniczka               | Reprezentacja | Próby | Próby | Próby | Wynik | Uwagi |
| Poz. | Grupa | Zawodniczka               | Reprezentacja | 1     | 2     | 3     | Wynik | Uwagi |
| ---- | ----- | ------------------------- | ------------- | ----- | ----- | ----- | ----- | ----- |
| 1.   | B     | Éloyse Lesueur            | Francja       | x     | 6,72  |       | 6,72  | Q     |
| 2.   | A     | Malaika Mihambo           | Niemcy        | 6,36  | 6,29  | 6,70  | 6,70  | Q     |
| 3.   | B     | Darja Kliszyna            | Rosja         | 6,66  |       |       | 6,66  | Q     |
| 4.   | A     | Ivana Španović            | Serbia        | 6,66  |       |       | 6,66  | Q     |
| 5.   | A     | Alina Rotaru              | Rumunia       | 6,54  | 6,49  | 6,65  | 6,65  | Q     |
| 6.   | B     | Aiga Grabuste             | Łotwa         | 6,51  | 6,46  | 6,65  | 6,65  | Q     |
| 7.   | A     | Melanie Bauschke          | Niemcy        | 6,53  | 6,47  | 6,56  | 6,56  | q     |
| 8.   | A     | Anna Klasztorna           | Rosja         | 6,53  | 6,41  | x     | 6,53  | q     |
| 9.   | B     | Wolha Sudarawa            | Białoruś      | 6,53  | 6,36  | 6,23  | 6,53  | q     |
| 10.  | A     | Erica Jarder              | Szwecja       | 6,46  | 6,52  | –     | 6,52  | q     |
| 11.  | B     | Sosthene Taroum Moguenara | Niemcy        | 6,36  | 6,39  | 6,50  | 6,50  | q     |
| 12.  | B     | Nina Djordjevic           | Słowenia      | 6,11  | 6,44  | 6,29  | 6,44  | q     |
| 13.  | A     | Irène Pusterla            | Szwajcaria    | x     | 6,39  | x     | 6,39  |       |
| 14.  | B     | María del Mar Jover       | Hiszpania     | 6,36  | x     | x     | 6,36  |       |
| 15.  | B     | Marharyta Tverdokhlib     | Ukraina       | 6,31  | 6,13  | 6,16  | 6,31  |       |
| 16.  | A     | Hafdís Sigurdjardóttir    | Islandia      | 5,84  | 5,89  | 6,27  | 6,27  |       |
| 17.  | A     | Jana Velďáková            | Słowacja      | 6,24  | 6,21  | x     | 6,24  |       |
| 18.  | B     | Cornelia Deiac            | Rumunia       | 5,98  | 6,23  | x     | 6,23  |       |
| 19.  | A     | Oksana Zubkowska          | Ukraina       | 6,19  | x     | 6,22  | 6,22  |       |
| 20.  | B     | Tania Vicenzino           | Włochy        | 6,17  | x     | 6,22  | 6,22  |       |
| 21.  | A     | Juliet Itoya              | Hiszpania     | 6,20  | 6,12  | x     | 6,20  |       |
| 22.  | B     | Rebecca Camilleri         | Malta         | 6,10  | 6,17  | 6,08  | 6,17  |       |
| 23.  | B     | Lauma Grīva               | Łotwa         | 6,14  | x     | x     | 6,14  |       |
| 24.  | B     | Nektaria Panaji           | Cypr          | 5,99  | 5,98  | 6,12  | 6,12  |       |
| 25.  | B     | Efthimía Kolokithá        | Grecja        | x     | 5,93  | 6,00  | 6,00  |       |
| 26.  | A     | Fanni Schmelcz            | Węgry         | 5,80  | x     | 5,90  | 5,90  |       |
| 27.  | A     | Maiko Gogoladze           | Gruzja        | x     | 5,50  | 5,73  | 5,73  |       |
|      | A     | Māra Grīva                | Łotwa         | NM    | NM    | NM    |       |       |

### Finał
| Poz. | Zawodniczka               | Reprezentacja | Próby | Próby | Próby | Próby | Próby | Próby | Wynik | Uwagi |
| Poz. | Zawodniczka               | Reprezentacja | 1     | 2     | 3     | 4     | 5     | 6     | Wynik | Uwagi |
| ---- | ------------------------- | ------------- | ----- | ----- | ----- | ----- | ----- | ----- | ----- | ----- |
| 01 ! | Éloyse Lesueur            | Francja       | 6,65  | x     | x     | 6,85  | x     | x     | 6,85  |       |
| 02 ! | Ivana Španović            | Serbia        | 6,81  | 6,36  | 6,53  | 6,75  | 6,80  | 6,65  | 6,81  |       |
| 03 ! | Darja Kliszyna            | Rosja         | 6,38  | 6,41  | x     | 6,53  | 6,42  | 6,65  | 6,65  |       |
| 4.   | Malaika Mihambo           | Niemcy        | 5,70  | 6,45  | x     | 6,22  |       | 6,65  | 6,51  | 6,65  |
| 5.   | Aiga Grabuste             | Łotwa         | 6,35  | x     | 6,52  | x     | 6,57  | 6,56  | 6,57  |       |
| 6.   | Melanie Bauschke          | Niemcy        | 6,55  | 6,37  | x     | x     | 6,44  | 6,50  | 6,55  |       |
| 7.   | Alina Rotaru              | Rumunia       | x     | 6,46  | 6,55  | 6,45  | 6,33  | 6,40  | 6,55  |       |
| 8.   | Erica Jarder              | Szwecja       | x     | 6,39  | 6,26  | 6,33  | x     | x     | 6,39  |       |
| 9.   | Sosthene Taroum Moguenara | Niemcy        | 6,38  | x     | 6,33  | —     | —     | —     | 6,38  |       |
| 10.  | Anna Klasztorna           | Rosja         | x     | 6,31  | 6,09  | —     | —     | —     | 6,31  |       |
| 11.  | Wolha Sudarawa            | Białoruś      | 6,25  | x     | 6,29  | —     | —     | —     | 6,29  |       |
| 12.  | Nina Djordjevic           | Słowenia      | x     | 6,19  | 6,14  | —     | —     | —     | 6,19  |       |